# Dolmen du Mané-Rutual
Le dolmen du Mané-Rutual (Mané-Retual, Mané-Rethuel), appelé aussi dolmen du Bronso, est un dolmen situé à Locmariaquer, dans le Morbihan, en France. Plusieurs dalles du monument comportent des gravures.

## Historique
Le dolmen est représenté dans l'ouvrage du président de Robien Description historique, topographique et naturelle de l'ancienne Armorique, rédigé en 1752, sous le nom de « tombeau Gaulois ». Le chevalier de Fréminville le décrit dans son ouvrage Antiquité de Bretagne sous le nom de Men-er-Groah (la « pierre de la sorcière »). Il est mentionné sous le nom de Men-en-Ritual en 1843 dans la deuxième édition du dictionnaire d'Ogée. M. de Bonstetten et L. Galles, pour le compte de la Société polymathique du Morbihan, explorent l'édifice en 1860. Galles désigne dans une publication ultérieure le monument sous le nom de Bergouh. Selon Davy de Cussé, le dolmen aurait été fouillé une nouvelle fois en 1865 par « des étrangers ». À la suite de son acquisition par l'État en 1885, la Société polymathique y pratique une fouille complète et le fait restaurer.
Le dolmen a été classé au titre des monuments historiques en 1889. En 1936, Zacharie Le Rouzic restaure à nouveau le dolmen : la dalle de couverture de la chambre est confortée avec des piliers de soutènement en béton et le cairn est « redressé ».

## Description

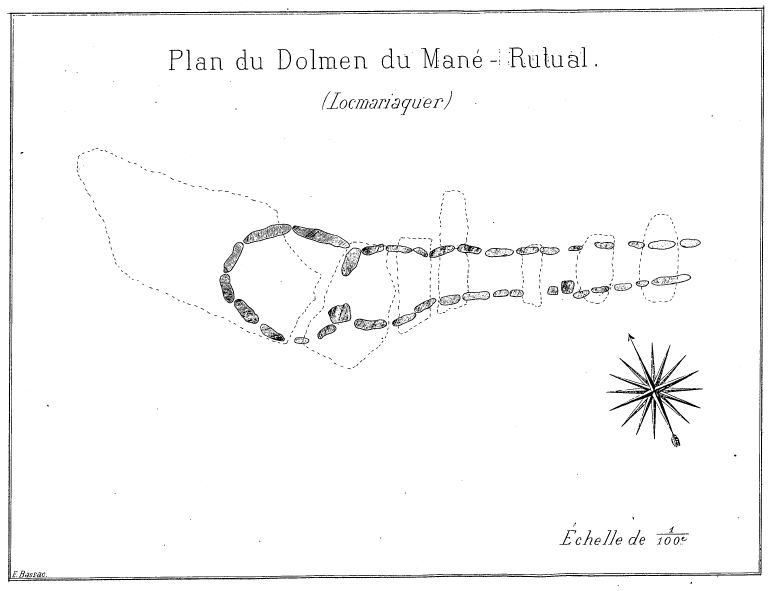
Plan du dolmen de Mané-Rutual (1860)

Le dolmen est du type dolmen à couloir. Il mesure 16,45 m de long au total. Il est composé d'un couloir, d'une antichambre et d'une chambre. Le couloir est délimité par vingt-trois orthostates (13 côté gauche, 10 côté droit) et mesure 9,40 m de long pour une largeur et une hauteur moyenne de respectivement 1,20 m et 1,25 m. Il est recouvert par quatre tables de couverture. L'antichambre est constituée de six orthostates (3 de chaque côté) et mesure 3,10 m de long sur 2,40 m de large pour une hauteur moyenne de 1,50 m. Elle comporte encore deux dalles de couverture. La chambre est de forme ovoïde. Elle est délimitée par dix orthostates et mesure de 3,90 à 3,50 m de large pour une hauteur sous dalle de 1,80 m. Elle est recouverte par une unique et grande table de couverture (12 m de long sur 4,30 m de large) qui déborde très largement (sur plus de 6 m), côté nord, à l'extérieur de la chambre. Elle recouvrait peut-être à l'origine une cellule terminale, qui aurait été détruite, mais cela reste une hypothèse. En effet, avant son acquisition par l'État, le dolmen servait auparavant de dépotoir aux maisons environnantes et il avait été endommagé : plusieurs dalles étaient manquantes (quatre tables de couverture au moins), d'autres avaient été déplacées ou fait l'objet de tentatives de débitage,  la plus grande table de couverture était renversée à terre et fracturée en trois parties.
En 1892, dans son inventaire, F. Gaillard signale qu'« à 20 m ouest du Rutual se trouvent trois grandes tables, presque au niveau du sol, reposant sur un simple blocage de pierres et non sur des supports. Ces trois tables ne constituent pas un dolmen bien caractérisé ni une galerie déterminée; elles ont pu appartenir à une sépulture dont la majeure partie a été détruite depuis un temps reculé ». Gaillard mentionne que cette structure a été explorée en 1890 par M. de Lagrange qui y découvrit une grande lame en silex.

## Dalles gravées
L'existence de gravures internes sur certaines dalles du dolmen est connue depuis le début du XIXe siècle (Ogée, 1843). Davy de Cussé en dresse un corpus exhaustif en 1865-1866, quatre dalles gravées sont alors recensées. En 2003-2004, une équipe dirigée par S. Cassen entreprend un nouveau relevé exhaustif des gravures connues et identifie, à cette occasion, de nouvelles gravures. Quatre orthostates, deux dans l'antichambre et deux dans la chambre, numérotées 1,5,6 et 12, comportent des gravures (crosses, « hache-charrue ») et deux dalles de couverture (numérotées I et II) comportent sur leurs faces inférieures des gravures du type « déesse-mère »/« écusson » et « hache-charrue » / « cachalot ». La dalle I (table de couverture de la chambre) est la seule dalle gravée qui soit en orthogneiss, toutes les autres (dalles II,1,5,6,12) sont en granite. La dalle n°6 a été identifiée comme un polissoir.
Selon Cassen, les caractéristiques de la dalle I (roche de nature différente, taille disproportionnée par rapport à la surface à couvrir, gravures difficilement visibles en position horizontale) indiquent qu'il s'agissait à l'origine d'une stèle, qui était initialement dressée à proximité du site, et qui a été réutilisée ultérieurement comme table de couverture lors de la construction du dolmen.

## Mobilier archéologique
Bonstetten et Galles n'y recueillirent qu'un fragment de flèche en silex, des tessons de poteries grossières et petit mobilier d'époque romaine (céramique, monnaie de bronze de Constantin II, fragments de statuettes blanchâtres). La fouille-restauration de 1885 a livré un mobilier archéologique plus abondant attribué au Néolithique et à l'époque gallo-romaine. Le mobilier néolithique est constitué d'un gros grain en terre cuite et essentiellement d’objets lithiques : 3 percuteurs en quartz, 1 hache en diorite, une vingtaine d'éclats de silex, une lame en silex et diverses boules en pierre (granite, quartz) à usage indéterminé. Ce mobilier est conservé dans les collections de la Société polymathique (Château-Gaillard, à Vannes).
Le mobilier gallo-romain comprend une grande quantité de céramiques et de briques, des monnaies, divers fragments métalliques, céramiques et lithiques.